# Slalom gigante

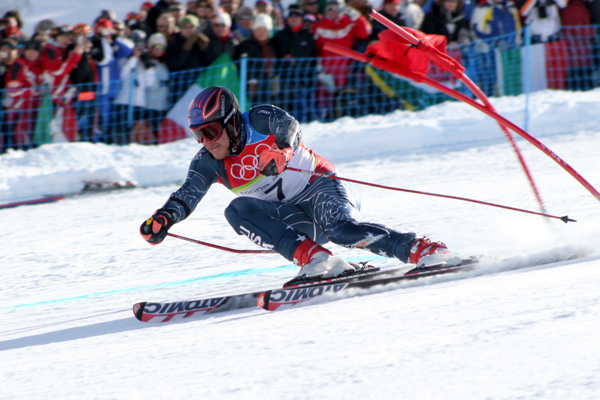
Bode Miller na prova de slalom gigante dos Jogos Olímpicos de Inverno de 2006

O slalom gigante, ou abreviadamente gigante, é uma das disciplinas do esqui alpino e do snowboard. Trata-se de uma prova contra-relógio na qual os esquiadores e snowboarders têm de passar através de uma série de pórticos dispostos pelo traçado. 
Em relação ao slalom especial, é muito mais rápido, porque as curvas têm raios maiores. Tipicamente uma prova de slalom gigante é feita em duas mangas ou mãos, ou seja, em duas corridas separadas, e é vencedor o esquiador e snowboarder que tenha realizado o menor tempo somado das duas provas, sem ter falhado a passagem por nenhuma porta. Nas competições de títulos mundiais (WC) chegam habitualmente à segunda prova apenas os melhores 30 classificados da primeira. A ordem de partida da segunda prova é a inversa da classificação provisória da primeira, ou seja, o primeiro a partir é o 30º classificado.
O slalom gigante foi introduzido pela Federação Internacional de Esqui (FIS) na década de 1950 e faz parte do programa dos Jogos Olímpicos de Inverno desde 1952 no Esqui, já no snowboarding foi introduzido apenas em 1998. A Taça do Mundo de slalom gigante (no esqui) realiza-se desde a época 1966/1967, quando a FIS criou o circuito da Taça do Mundo de esqui alpino.[carece de fontes?]
O número de mudanças direccionais no traçado de uma prova de slalom gigante deve estar entre 11% e 15% do desnível do traçado, em metros, e 13% a 15% para crianças. O desnível deve estar entre 250 e 400 metros para mulheres, e 250 a 450 metros para homens. Como exemplo, num desnível de 300 m, deve haver entre 33 e 45 mudanças direccionais para uma prova de adultos.